# 엘레나 리나리
엘레나 리나리(이탈리아어: Elena Linari, 1994년 4월 15일 ~ )는 이탈리아의 여자 축구 선수로, 포지션은 수비수이다. 현재 프랑스 디비지옹 1 페미닌의 FC 지롱댕 드 보르도에서 활동하고 있다.